# Formes et Reflets
Formes et Reflets est une collection du Club français du livre qui paraît avoir été dotée d'une autonomie juridique sous la forme d'une coopérative puis d'une société anonyme, sise au 8 rue de la Paix à Paris. 
Il s'agissait en fait de recueillir les souscriptions des éditions intégrales et de gérer les droits littéraires, le travail proprement éditorial étant assuré par la maison-mère.

## Les intégrales
Formes et Reflets assura au moins en principe l'édition des intégrales du Club français du livre :
- Balzac, sous la direction d'Albert Beguin et Jean Ducourneau, 16 volumes, 1950-1953
- Shakespeare, sous la direction de Pierre Leyris et Henri Evans, 12 volumes, 1954-1961, édition bilingue
- Victor Hugo, sous la direction de Jean Massin, 18 volumes, 1967-1970
- Blaise Cendrars, sous la direction de Raymond Dumay, 16 volumes, 1968-1971
- Diderot, sous la direction de Roger Lewinter, 15 volumes, 1969-1973

Dès lors plusieurs travaux universitaires utilisent en référence une mention du type Formes et Reflets.

## Formes de l'Art
Formes et Reflets publia dans des conditions analogues, de 1952 à 1957, les cinq volumes de la collection Formes de l'Art, très abondamment illustrée, sous la direction d'André Breton qui rédigea le premier volume, L'Art magique.